# Onopordum corymbosum

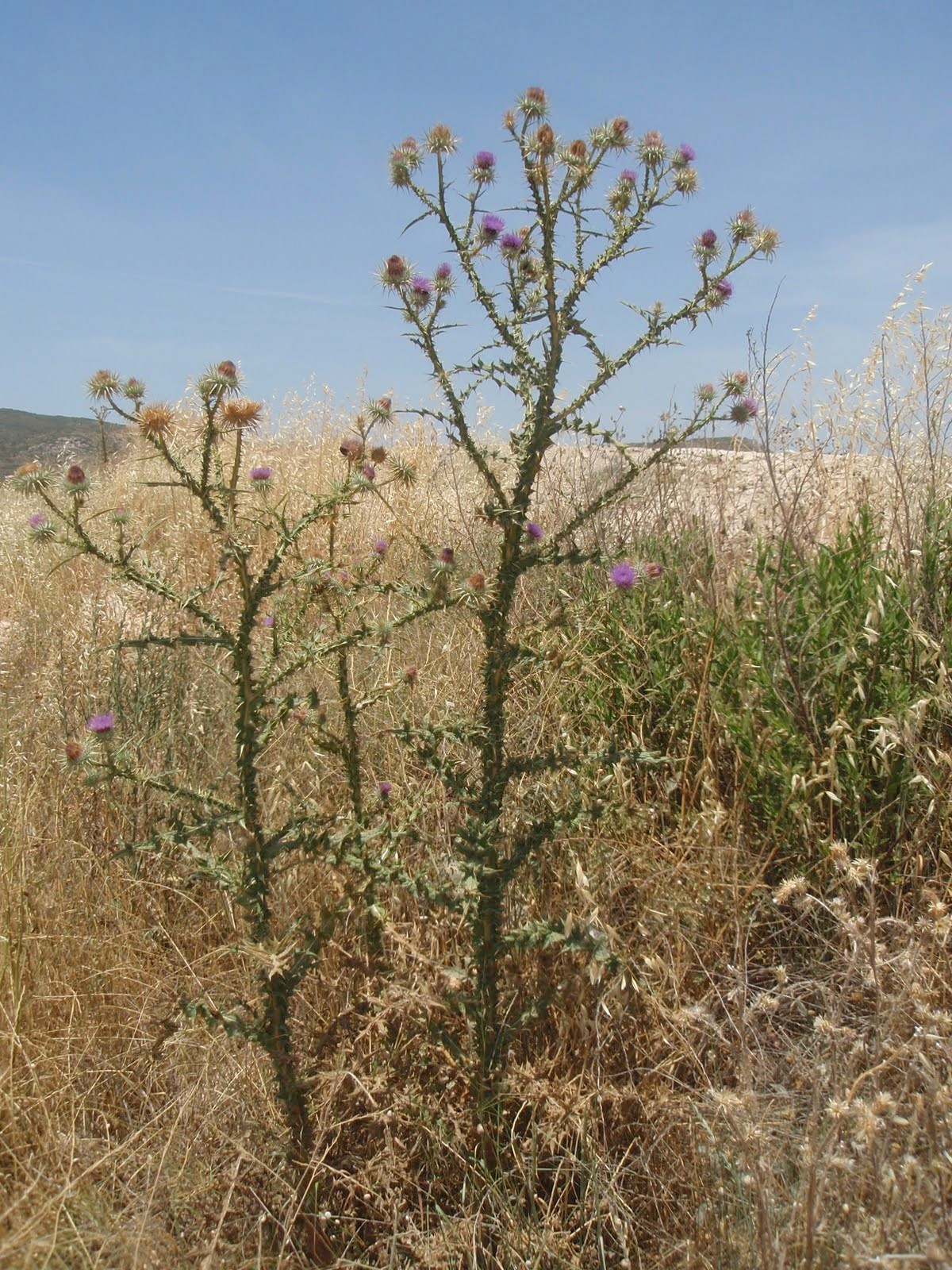
Vista general

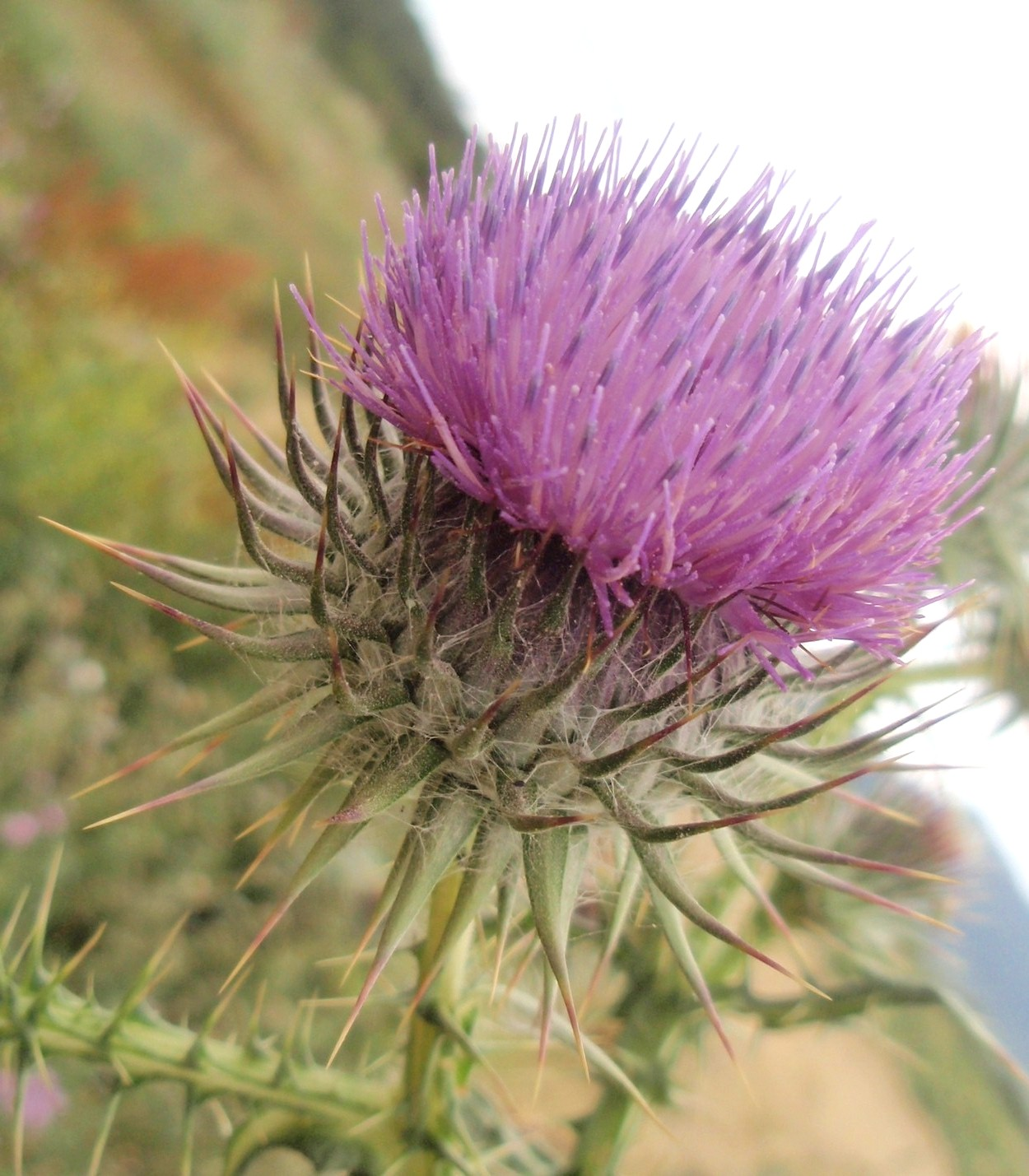
Capítulo en antesis

Onopordum corymbosum, comúnmente llamado cardencha, cardo borriquero, toba —vocablos que comparte con otras especies de cardos—  es una especie de planta herbácea del género Onopordum de la familia  de las Asteraceae.

## Descripción
Es una planta herbácea anual o bienal, habitualmente unicaule, sin o con escaso indumento araneoso y con pelos glandulíferos y glándulas sésiles. Los tallos, de 20 cm hasta casi 2 m de altura, son erectos, únicos o ramificados hacía el ápice, de sección más o menos poligonal, acostillados y alados longitudinalmente –con 6 alas de 6-17 mm de anchura armadas de espinas de 0,5-2 cm– y con hojas en su mayor parte; hojas que son algo carnosas, sésiles, decurrentes, menores hacia el ápice del tallo; las caulinares medias de 6-30 por 2-9 cm, lanceoladas, de pinnatipartidas a pinnatisectas, las superiores a veces pinnatífidas –con 4-7 pares de lóbulos y con espinas de 3-14 mm, las basales semejantes y generalmente en roseta.  Los capítulos, sésiles o algo pedunculados, son reunidos en grupos terminales de 2-18 organizados a su vez en inflorescencias corimbiformes o aglomeradas; tienen un involucro de 18-36 por 15-30 mm, ovoide o algo globoso, generalmente araneoso,  con brácteas coriáceas, imbricadas, y dispuestas en 8-11 series, gradualmente mayores de fuera hacia dentro –las externas, patentes o reflexas tras la antesis, con espina de 2,5-5,5 mm, verdosas, de margen antrorso-escabrido (al menos en la base), y con glándulas sésiles; las medias semejantes a las anteriores y con margen antrorso-escabrido en toda su longitud; las internas, erectas, lineares o linear-lanceoladas, por lo general violetas en la parte superior, de margen idéntico. El receptáculo es plano y alveolado, con los bordes de los alvéolos acuminados. Los flósculos tienen la corola de 15-25 mm, glabra y glandulosa en su cara externa con el tubo blanco y el limbo de 8,5-12 mm de color rosa violáceo, con lóbulos lineares, desiguales. Las cipselas, de 3-4,5 por 1,5-2,5 mm, son obovoides, de sección algo cuadrangular, con 4 costillas longitudinales angulares fuertes y varias más inconspicuas en cada cara, que es de superficie algo transversalmente arrugada/ondulada, glabras, de color pardo, eventualmente con algunas manchas negruzcas irregulares dispersas, y con placa apical de margen entero y nectario persistente central rodeado de un vilano blanquecino con 2 filas de pelos escabridos -1 o 2 de ellos algo más largos.

## Distribución y hábitat
Es una especie nativa y exclusiva de los países ribereños norte del Mediterráneo: disperso en el tercio oriental de España peninsular; también probable, aunque escaso, en el sureste de Francia. Crece en bordes de caminos y carreteras, prados y herbazales, barbechos y taludes, etc., en suelos nitrificados generalmente calizos, margosos o yesíferos en altitudes de 100 a 1400 m. Florece en mayo-junio y fructifera en junio-agosto.
*Nota: Es una especie muy variable según las condiciones: en hábitats pobres y con poco suelo son frecuentes los individuos muy pequeños (15-35 cm) con hojas poco desarrolladas y capítulos en grupos de unos pocos (2-4). También, en algunas poblaciones, pueden presentar un indumento laxamente araneoso en las alas y en el envés foliar, y en otras poblaciones espinas foliares muy notables (10-23 mm).

## Taxonomía
La especie ha sido creada y descrita por Heinrich Moritz Willkomm et publicada en Linnaea, vol. 30, p.108, 1859
- Onopordum: El nombre genérico proviene del latín ǒnǒpordǒn/ǒnǒpradǒn, derivado del Griego όνόπoρδoν, de όνό «burro» y πορδον «pedo», o sea que «pedo de burro», aludiendo a la supuesta propiedad de la planta de producir ventosidades ruidosas a estos animales cuando se la comen,[3][4] referenciado como tal en Plinio el Viejo, Historia naturalis (27, 110, LXXXVII: "Onopradon cum ederunt, asini crepitus reddere dicuntur.")[5][6] y corroborado por el creador del género («Onopordon est composé des mots Grecs 'όνος', Asne , & 'πέρδω', je pete, parce qu'on prétend que ces Plantes font peter les Asnes qui en mangent»).
- corymbosum: de la palabra latina cǒrymbos, -i, derivado del griego χόρνμβοξ, ornamento, racimo de hiedra, o sea racemoso/corimboso.[7]

Sinónimos
- Onopordum corymbosum var. perespinosa Vicioso
- Onopordum corymbosum var. perespinosum Vicioso
- Onopordum tauricum auct., non Willd.
- Onopordum tauricum subsp. corymbosum (Willk.) Nyman
- Onopordum tauricum subsp. humile (Loscos) Rouy
- Onopordum tauricum var. angustifolium Pau
- Onopordum tauricum var. longispinosum Pau
- Onopordum humile Loscos[8][1][9]

Hibridación
La especie convive localmente con Onopordum acanthium con quien origina individuos con características muy variables, intermedias o no entre los parientes, y que han dado lugar a la creación de una multitud de taxones híbridos :
- Onopordum ×  bilbilitanum nothof. canescens Vicioso & C.Vicioso, nom. nud.
- Onopordum × bilbilitanum nothovar. viride Vicioso & C. Vicioso, 1912
- Onopordum × bilbilitanum Vicioso & C. Vicioso, 1912
- Onopordum × humile Loscos,  1885
- Onopordum × senneni Vicioso nom. nud.
- Onopordum × tauricum nothovar. canescens Pau, 1888
- Onopordum × tauricum nothovar. simplex Rouy, 1896
- Onopordum × turolense Sennen, 1912
- Onopordum × corymbosum nothovar. humile (Loscos) Willk., 1893
- Onopordum × humile nothovar. turolense (Sennen) M.B.Crespo & Mateo, 1990
- Onopordum × tauricumnothosubsp. humile (Loscos) Rouy, 1896[1]

También puede convivir e hibridarse con Onopordum nervosum:
- Onopordum × erectum Gonz. Sierra, Pérez Morales, Penas & Rivas Mart., 1992

## Nombres vernáculos
- Castellano: cardencha, cardo borriquero, cardo burrero, cardo de burro, cardo-toro, toba.[8]